# Ріка Аокі
Ріка Аокі (англ. Ryka Aoki) — американська письменниця-романістка, поетеса та есеїстка. Викладає англійську мову в Коледжі Санта-Моніки та гендерні дослідження в Університеті Антіохії.
До її творчого доробку входять поетичні збірки «Сезонні швидкості» (англ. Seasonal Velocities) і «Чому пил ніколи не осідатиме на цій душі» (англ. Why Dust Shall Never Settle Upon This Soul), а також романи «Пісня Гіло» (гав. He Mele a Hilo) та «Світло з незвичних зірок» (англ. Light From Uncommon Stars). Її збірка «Сезонні швидкості» була фіналістом премії за літературу для трансгендерів у рамках 25-ї церемонії Lambda Literary Awards у 2013 році, а збірка Why Dust Shall Never Settle Upon This Soul — фіналістом 28-ї церемонії тієї ж премії у 2016 році. Роман «Світло з незвичних зірок» було номіновано на премію Г'юго за найкращий роман 2022 року, премію імені Рея Бредбері від Los Angeles Times за наукову фантастику, фентезі та спекулятивну літературу, а також отримав премію Otherwise Award 2021 року, яку було вручено на ВісКон 46 у травні 2023 року.

## Біографія
Народилася в родині японських американців, Аокі виросла в Південній Каліфорнії в долині Сан-Габріель. Вона вивчала хімію в Каліфорнійському університеті в Лос-Анджелесі після того, як її батьки спочатку відмовляли її ставати письменницею. Аокі є першою у своїй родині, хто здобув вищу освіту. Після закінчення навчання вона рік працювала лаборанткою в галузі екології.
Аокі здобула ступінь магістра образотворчого мистецтва зі спеціалізацією на творчому письмі в Корнелльському університеті, де отримала премію Академії американських поетів. Вона була вшанована Сенатом штату Каліфорнія за її роботу з Trans/Giving, серією виступів для трансгендерів та гендерквірів у Лос-Анджелесі.

Аокі, яка є трансгендерною жінкою, зазначила, що прагне писати не лише для інших трансгендерів, але й для їхніх сімей і широкої аудиторії. Її книга «Пісня Гіло» була написана з метою висвітлення загального досвіду гавайців. В одному з есе для Publishers Weekly вона наголосила на важливості досягнення взаєморозуміння між людьми через творчість:
«Якщо трансгендерна музикантка може довести слухачів до сліз, виконуючи Шопена, як іще, крім як людиною, її можна сприймати? А якщо книга, написана квір-транс-азійкою, здатна нагадати вам про ваші пляжі, ваші заходи сонця чи дорогу бабусю, яку ви так любили й досі з нею розмовляєте, то який ще потужніший доказ нашої спільної людяності можна уявити?»
У 2009 році Аокі з'явилася в документальному фільмі «Diagnosing Difference», знятому режисеркою Анналіз Офеліан. Наступного року вона знялася у стрічці Анджело Мадсена Мінакса «Riot Acts: Flaunting Gender Deviance in Music Performance». У 2019 році вона була зазначена як сценаристка науково-фантастичного фільму «Transfinite».
2014 року інтерв'ю з Аокі було включено до книги «Квір- і трансхудожники кольору: Історії наших життів» (англ. Queer and Trans Artists of Color: Stories of Some of Our Lives) авторства Нії Кінг, яка увійшла до списку найкращих книг про трансгендерів за версією журналу «The Advocate» у 2014 році. Аокі також гастролювала з проєктами «Tranny Roadshow» і «Fully Functional Cabaret», створюючи видимий простір для транслюдей по всій країні.
У 2021 році Аокі випустила роман «Світло з незвичних зірок». Вона зазначила, що частково черпала натхнення для цієї книги в історії Теда Нгоя, камбоджійсько-американського підприємця, відомого як «Король пончиків», заявивши, що хотіла «відкрити власну літературну пончикову крамницю». Рецензія Kirkus Reviews назвала книгу «сповненою апетитних описів їжі та зворушливих роздумів про музику». Мая Гіттелман для Tor.com описала Light from Uncommon Stars як «книгу, яку часто приємно читати… але часто й боляче», відзначаючи її «глибокий катарсис, прощення там, де це необхідно, і надзвичайно велику надію». Аналогічно, Алан Джолі Еббот для Den of Geek назвав книгу «надзвичайно потужною історією про надію та спокуту».
2023 року Аокі отримала премію Jim Duggins, PhD Outstanding Mid-Career Novelist Prize, яка вручається Lambda Literary Foundation, і грошову винагороду в розмірі 5000 доларів США.

## Особисте життя
Аокі має чорний пояс із дзюдо, тренуваннями якого вона почала займатися у віці 9 років. Вона була чемпіонкою США серед юніорів із дзюдо та працювала головним тренером із цього виду спорту як в Університеті Корнелла, так і в Каліфорнійському університеті в Лос-Анджелесі. Станом на 2021 рік вона очолювала Supernova Martial Arts — програму з самооборони та бойових мистецтв — і проводила семінари з самооборони в Південній Каліфорнії. Говорячи про викладання самооборони, Аокі зазначила:
«Я вважаю, що кожен заслуговує на максимальну безпеку, але багато курсів самооборони, з якими я стикалася на початку, викладали цисгендерні люди, які не розуміли особливих проблем, із якими стикається трансжінка, навіть якщо йдеться про тип насильства, що є абсолютно іншим.»

## Вибрані твори
- Сезонні швидкості (англ. Seasonal Velocities), Ryka Aoki, 2012, ISBN 978-0-9851105-0-5
- Пісня Гіло (гав. He Mele a Hilo), Topside Press, 2014, ISBN 978-1-62729-007-4
- Чому пил ніколи не осідатиме на цій душі (англ. Why Dust Shall Never Settle Upon This Soul), biyuti publishing, 2015, ISBN 978-0-9919008-5-5
- Світло з незвичних зірок (англ. Light From Uncommon Stars), Tor Books, 2021, ISBN 978-1-250-78906-8

## Додаткова література
- Enke, Anne (2012). Transfeminist Perspectives in and Beyond Transgender and Gender Studies. Philadelphia: Temple University Press. ISBN 978-1-4399-0748-1. Процитовано 22 березня 2019.